# Brandhoek Military Cemetery
Brandhoek New Military Cemetery is een Britse militaire begraafplaats met gesneuvelden uit de Eerste Wereldoorlog, gelegen in het Belgische dorp Vlamertinge, een deelgemeente van Ieper. De begraafplaats ligt twee kilometer ten westen van het dorpscentrum van Vlamertinge in het gehucht Brandhoek, dat langs de weg van Ieper naar Poperinge (N38) ligt. De begraafplaats werd ontworpen door Reginald Blomfield. Het terrein heeft een bijna rechthoekig grondplan met een oppervlakte van zo'n 3.000 m² en wordt omgeven door een haag. De toegang bestaat uit een witstenen poortgebouw met koepelvormig dak. De Stone of Remembrance staat aan de noordoostelijke zijde van het terrein, het Cross of Sacrifice in de zuidoostelijke hoek. De begraafplaats wordt onderhouden door de Commonwealth War Graves Commission.
Er worden 671 doden herdacht, waaronder 5 niet geïdentificeerde. 

## Geschiedenis
Tijdens de oorlog reikte het vijandelijk artillerievuur van de Ieperboog tot aan het dorp Vlamertinge. Het gehucht Brandhoek lag net buiten het bereik en lag relatief veilig, vandaar dat hier medische posten en legerplaatsen werden opgericht. In mei 1915 werd naast zo'n medische post deze begraafplaats gestart die in gebruik bleef tot juli 1917. Voor de Derde Slag om Ieper richtte men hier nog meer medische posten in en startte men ook een nieuwe begraafplaats, Brandhoek New Military Cemetery, en vanaf augustus 1917 ook Brandhoek New Military Cemetery No.3.
Op de begraafplaats rusten 602 Britten, 63 Canadezen, 4 Australiërs en 2 Duitsers.
Toen in de jaren 1980 bij de aanleg van de N38 (Noorderring), de noordelijke hoek van de begraafplaats moest verdwijnen werden enkele graven verplaatst en verhuisde men het Cross of Sacrifice van de noordoostelijke naar zuidoostelijke hoek.
De begraafplaats werd in 2009 beschermd als monument.

## Graven

### Onderscheiden militairen
- Frederick James Heyworth, brigade-generaal bij de General Staff werd onderscheiden met de Distinguished Service Order (DSO). Hij werd ook onderscheiden met de Order of the Bath (CB).
- James Clark, luitenant-kolonel bij de Argyll and Sutherland Highlanders werd eveneens onderscheiden met de Order of the Bath (CB).
- Thomas Barrie Erskine, kapitein bij de Argyll and Sutherland Highlanders, Benjamin George Gunner, kapitein bij de Northumberland Fusiliers en Philip Henry Burt Fitch, luitenant bij de Royal Field Artillery werden onderscheiden met het Military Cross (MC).
- Ernest Bartlett, korporaal bij de Royal Field Artillery werd onderscheiden met de Distinguished Conduct Medal (DCM)).
- de sergeanten George Edward Brain, Arthur Llewellyn Elson en Robert Cockburn Murchison, de korporaals Cyril George Rickett, Patrick John Griffin en John Stevenson en kanonnier William Jones ontvingen de Military Medal (MM).

### Minderjarige militairen
- Charles William Jenkins, kanonnier bij de Royal Field Artillery was 15 jaar toen hij op 7 juni 1916 sneuvelde.
- kanonnier Edward Herbert W. Brown en de soldaten William Garfield Rankin, Frank Williams en James Hector Eldershaw waren 17 jaar toen ze sneuvelden.

### Aliassen
- geleider Edward Ernest Mason diende onder het alias E. Flinn bij de Royal Field Artillery.
- soldaat Joseph William Challinor diende onder het alias R. Winder bij de The King's (Liverpool Regiment).
- soldaat James Maxwell diende onder het alias James Carpenter bij het Leinster Regiment.
- soldaat Richard William Aisbett diende onder het alias Richard William Lindsay bij de Coldstream Guards.